# Nitrososphaeria
Nitrososphaeria o Thaumarchaeota (del griego Thaumas = maravilla) es una clase de Archaea propuesto en 2008 luego de secuenciar el genoma de Cenarchaeum symbiosum, pues se encontró que difiere significativamente de los otros miembros del hipertermófilo Thermoproteia. Todos los organismos identificados de este grupo hasta el momento son quimiolitoautótrofos amoníaco-oxidantes (nitrificantes) y pueden desempeñar papeles importantes en los ciclos bioquímicos, tales como el ciclo del nitrógeno y el del carbono; y son responsables de gran parte de la oxidación de amoníaco en el océano.
Fue propuesto basado en datos filogenéticos del ARN ribosomal y la presencia de la enzima topoisomerasa del tipo I que se pensaba que era exclusiva de los eucariontes.

## Hábitat
Por lo general son mesófilos o psicrófilos. La especie Cenarchaeum symbiosum (orden Nitrososphaerales) vive en simbiosis con una esponja marina. Esta especie está íntimamente emparentada con otras especies no termofílicas que habitan en diversos ambientes terrestres y marinos. Esta especie crece bien a 10 °C, unos 60 °C por debajo de la temperatura óptima de cualquier especie cultivada de Thermoproteia, donde se clasificó inicialmente. Otra especie de baja temperatura, Nitrosopumilus maritimus se ha encontrado en el tanque de agua dulce de un acuario prosperando a 28 °C mediante la oxidación del amoníaco. Estudios recientes han sugerido que este organismo puede desempeñar un papel importante en los ciclos globales de carbono y nitrógeno terrestres.